# Julie Gouppy
Julie Gouppy (* im 20. Jahrhundert) ist eine französische Schauspielerin.

## Leben
In den Jahren 2000 und 2001 spielte sie jeweils die Hauptrolle in den französischen Softerotikfilmen Verwirrende Visionen und Sexy Dancing.

## Filmografie
- 2000: Sexy Dancing
- 2001: Verwirrende Visionen